# Stücken
Stücken (ⓘ) ist der flächenmäßig größte Ortsteil der Gemeinde Michendorf im Landkreis Potsdam-Mittelmark in Brandenburg (Deutschland). Das Dorf liegt im Naturpark Nuthe-Nieplitz und hat einschließlich der Ortslage Gut Breite 493 Einwohner (Stand: 31. Dezember 2024) auf einer Fläche von 13,80 Quadratkilometern.
Der sehr wahrscheinlich bereits in der slawischen Zeit besiedelte Ort war im Mittelalter ein Gutsdorf, das über ein Vorwerk verfügte. Das lange durch die Landwirtschaft geprägte Dorf ist wegen der zentralen Lage im Naturpark Nuthe-Nieplitz auf Grundlage einer lokalen Nachhaltigkeitsstrategie in seiner Entwicklung zunehmend auf einen behutsamen Tourismus ausgerichtet und diente mehrfach als Filmkulisse.

## Geschichte

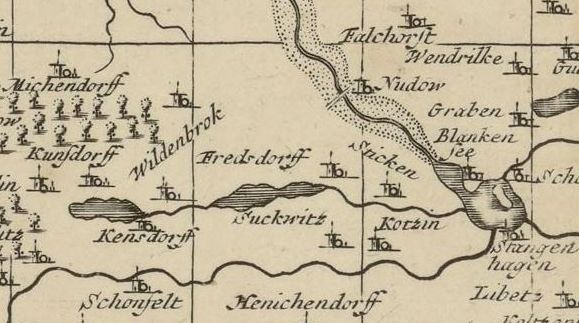
Sticken als Ortsbezeichnung in der Karte Marcia media vulgo middle mark in Brandenburg von Moses Pitt, 1680 bis 1689

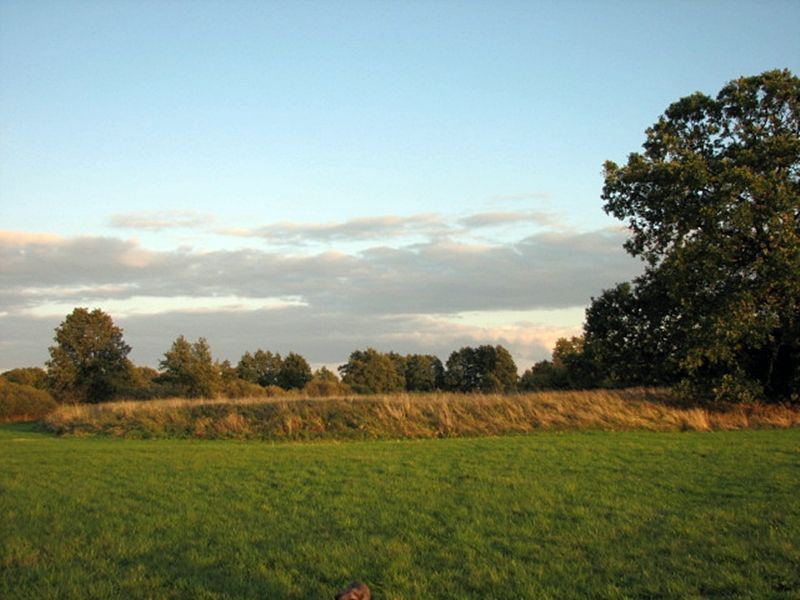
Der Burgwall Körzin zwischen Stücken und Körzin

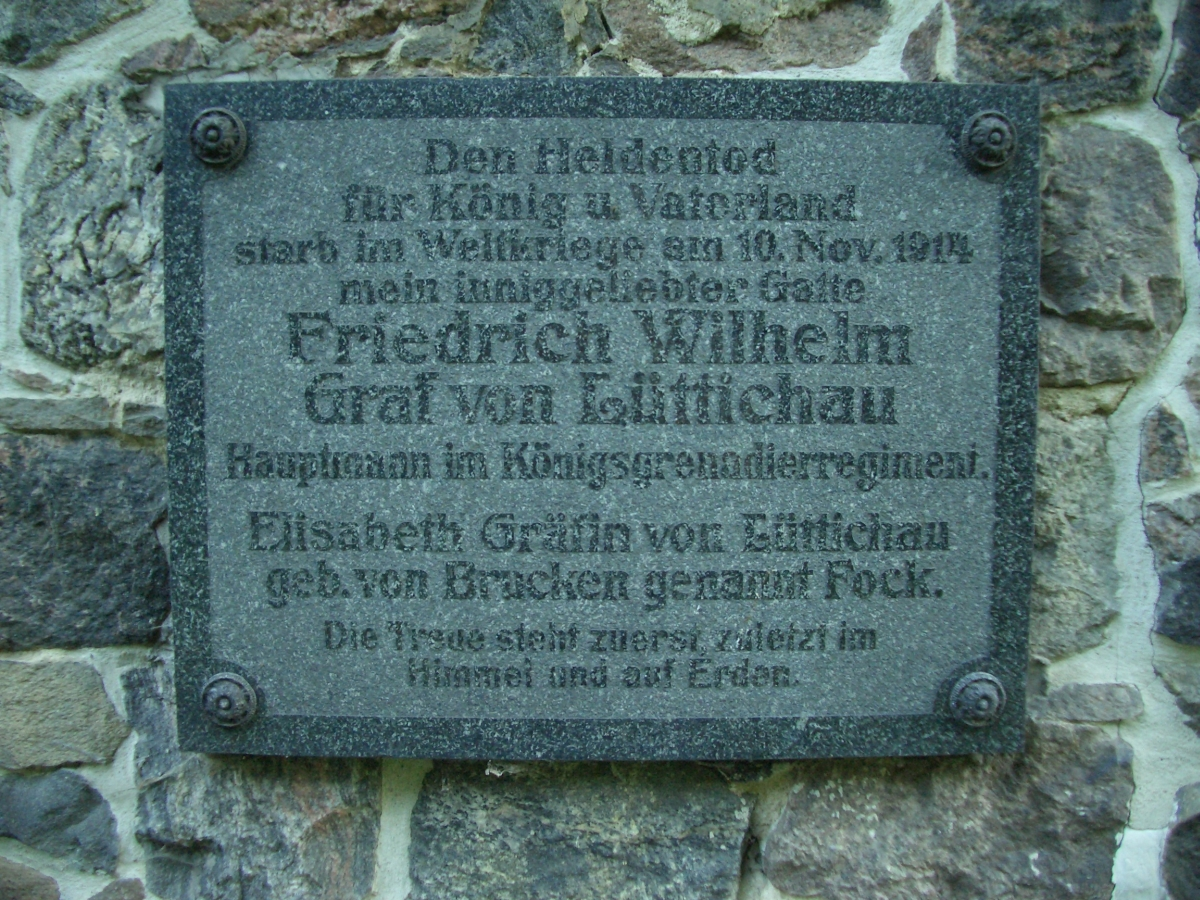
Eine Gedenktafel an der Ostmauer der Kirche erinnert an den im Ersten Weltkrieg gefallenen Friedrich Wilhelm Graf von Lüttichau

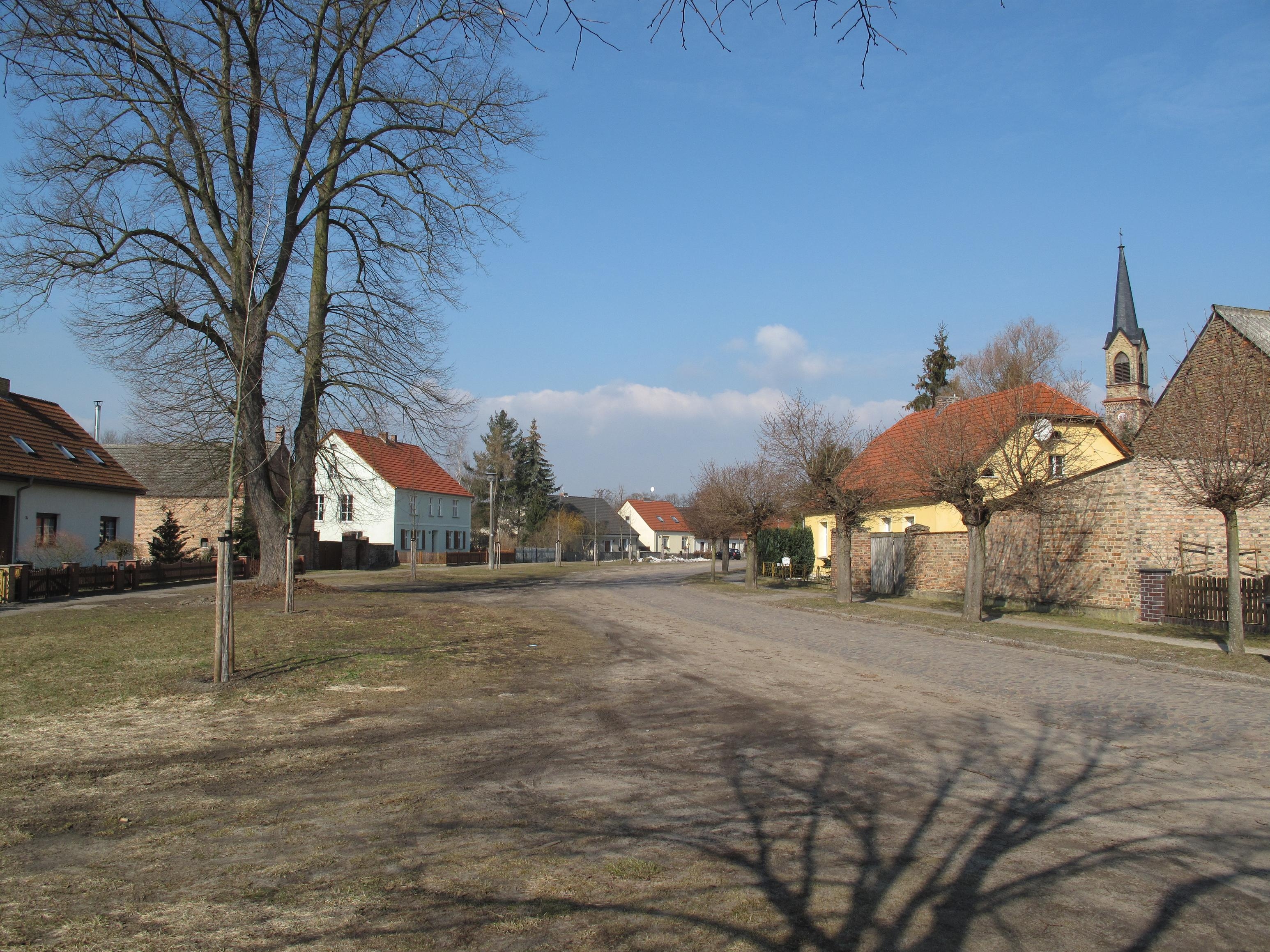
Blick in die Stückener Dorfstraße Richtung Nordwest

### Etymologie
Die erste bekannte Erwähnung des Ortsnamens findet sich in zwei Urkunden, die den Personennamen eines Gyso („Gyso, miles, dictus de Stycker“ als Zeuge 1317 in Stangenhagen) oder Giese („Giese de Sticken“ 1321 in Beelitz) enthalten. 1375 verzeichnet das Landbuch Karls IV. die Siedlung als „Sticken“. Reinhard E. Fischer führt den Namen auf die deutsche Übersetzung des slawischen Namens des Nachbarortes Körzin zurück. Körzin (vorher Ketzin) bedeutete im Slawischen Ort, wo Stöcke, Baumstümpfe sind. Im Mittelniederdeutschen stand sticke, sticken für spitzes Ding, Stecken, in die Erde geschlagener Pfahl.

### Slawische und deutsche Besiedlung
Funde von Tonscherben im nördlich von Stücken gelegenen Michendorfer Ortsteil Wildenbruch belegen, dass die Niederungsgebiete östlich der Zauche bereits früh von den Sueben, dem elbgermanischen Teilstamm der Semnonen, besiedelt waren. Nach der Wanderung der Germanen ab dem 3. und 4. Jahrhundert in Richtung Schwaben zogen in den wahrscheinlich weitgehend siedlungsleeren Raum im 6. und 7. Jahrhundert Slawen ein. Etwa zwei Kilometer südlich der Stückener Ortslage, direkt an der Gemeindegrenze zum Beelitzer Gemeindeteil Körzin und in unmittelbarer Nähe des Königsgrabens, sind Reste des Burgwalls Körzin, eines slawischen Ringwalls, erhalten geblieben. Wann genau im 1317 ersterwähnten Stücken die deutsche Besiedlung einsetzte, ist nicht bekannt. Im benachbarten Wildenbruch erfolgte sie im Zuge der Deutschen Ostsiedlung um 1180, also bereits kurz nach Gründung der Mark Brandenburg durch Albrecht den Bären im Jahr 1157.

### Gutsdorf
Zwischen 1412 und 1945 war Stücken ein Gutsdorf und befand sich bis Ende des 18. Jahrhunderts überwiegend im Eigentum der Familie von Thümen, die ihren Hauptsitz im benachbarten Stangenhagen am Südrand des später von Theodor Fontane so genannten Thümenschen Winkels hatte. Ein weiterer Gutsanteil gehörte über Jahrhunderte der Familie von Schlabrendorf, die in Siethen und Gröben an der nördlichen Dreiecksspitze des Thümenschen Winkels residierte. Otto von Schlabrendorf veräußerte den Schlabrendorf’schen Anteil 1721 an Melchior Heinrich von Thümen, der beide Anteile seinem Sohn Christian Joachim von Thümen vererbte. Dessen am 30. Dezember 1757 in Stücken geborener Sohn war der bekannte preußische Generalleutnant August von Thümen. Christian Joachim von Thümen verkaufte 1786 beide Gutsanteile dem Landrat Alexander Gustav von der Liepe.
Nach dessen Tod begann mit dem Kauf des Gutes 1797 durch Major Heinrich Ernst von Brucken genannt Fock, die fast 150-jährige Eigentümerschaft der von Bruckens in Stücken. Der Sohn des Heinrich Ernst von Brucken, der spätere Oberregierungsrat Heinrich Friedrich von Brucken, starb 1872 kinderlos. So fiel der Gutsbesitz an die baltische Linie derer von Brucken und der aus dem Kurland stammenden Baron Louis von Brucken. Er übernahm zusammen mit seiner Frau Anna, Baronin von Rahden - Davidischek, das Gut und konnte einige Jahre später dessen Wert steigern. Aus der 1883 in Dresden geschlossenen Ehe stammten die Kinder Günther, Elisabeth (1887–1973) und Lucie (1884–1941). Lucie ehelichte 1910 den als Autor tätigen Militärschriftsteller und Offizier Joachim von Goertzke. Lucie und Joachims Sohn Dietrich von Goertzke, dann Dietrich von Brucken gen. Fock von Goertzke (1919–1945), wurde von Günther von Brucken 1941 adoptiert. Elisabeth heiratete Friedrich Wilhelm Graf von Lüttichau, einen Hauptmann im Königsgrenadierregiment, der 1914 im Ersten Weltkrieg starb. Der älteste Sohn von Louis und Anna von Brucken, Günther (1889–1959), war zunächst auf der Brandenburger Ritterakademie, machte sein Abitur auf Friderico-Francisceum zu Doberan, studierte Musik in Berlin und wirkte als Musiklehrer am Stern’schen Konservatorium. Nebenbei gab er auch privat Klavierunterricht, konzertierte als Musiker und lebte in Berlin. Später übernahm er das Gut, zu dem 1923 und nachweislich 1929 etwa 540 ha Land, davon 230 ha Ackerfläche und 187 ha Wald, gehörten. Auch wenn der Forst zum Gut Stücken nicht die Hauptrolle spielte, so war Günthers Vater Baron Louis dennoch Mitglied der hoch anerkannten Dendrologischen Gesellschaft. 1928 wurde das Rittergut gemäß dem preußischen Gesetz zur Gemeindeverfassung als juristisch vormals eigenständiger Ort mit dem Dorf Stücken vereint. Baronin von Brucken starb Anfang Juni 1939 und wurde in aller Stille in Stücken beigesetzt.
Stimmten bei der Reichstagswahl 1930 nur 11 Prozent der Wähler für die NSDAP, lag deren Anteil drei Jahre später bei 75 Prozent. Im Zweiten Weltkrieg verloren 52 Stückener Bürger ihr Leben. Ihnen und den Opfern des Ersten Weltkrieges ist das Kriegerdenkmal an der Stückener Dorfstraße gewidmet. Ende April 1945 besetzte die Rote Armee den Ort. Das Gutshaus, auf dessen Gelände sich der heutige Sitz des Landschafts-Fördervereins Nuthe-Nieplitz-Niederung befindet, brannte am 1. Mai 1945 vollständig ab. Der Gutsherr floh zunächst nach Beelitz und später nach Berlin, wo er am 17. Mai 1959 starb.

### Vorwerk Breite
Zum Dorf gehört das 1920 eingemeindete, am Blankensee gelegene Vorwerk Breite, welches zu diesem Zeitpunkt 250 ha groß war und der Landesversicherungsanstalt Berlin gehörte und zuvor die Jahre der Deutschen Ansiedlungsbank, respektive den Geschwistern von Thümen. Bei Breite verlief bis zum Wiener Kongress 1815 die Grenze zwischen Preußen und einer sächsischen Enklave um Stangenhagen. Geteilt in „sächsisches und preußisches Thümenland“ dienten die von Thümens gewissermaßen zwei Herren, was nicht frei von Verwicklungen blieb, zum Beispiel bei Desertionen vom einen ins andere Land. „Das war denn, wie sich denken läßt“, schrieb Theodor Fontane, „in den Tagen Friedrich Wilhelms I. eine Sache von «Importance», jeder Deserteur wußte davon, und so unbequem der Thümensche Winkel für den König lag, so bequem lag er für den Flüchtling.“ Ihre Schafe trieben die von Thümens bevorzugt auf ihr preußisches Gebiet bei Breite. Heute verläuft unmittelbar hinter dem Wohnplatz in Richtung Blankensee die Landkreisgrenze zwischen Potsdam-Mittelmark und Teltow-Fläming. Das Gutshaus des ehemaligen Rittergutes wurde 1987 wegen Baufälligkeit abgerissen. Verblieben sind in Breite drei Gehöfte.

### Verwaltungszugehörigkeit und Entwicklung der Einwohnerzahl
Bis zur Eingemeindung nach Michendorf am 26. Oktober 2003 war Stücken eine eigenständige Gemeinde im Landkreis Potsdam-Mittelmark. Bis 1817 zählte das Dorf zum Zaucheschen Kreis und bis zu dessen Auflösung 1952 zum Landkreis Zauch-Belzig. Fortan gehörte Stücken zum Kreis Potsdam-Land und nach der Wende von 1990 bis 1993 zum Kreis Potsdam.
1875 lebten im Ort 453 Einwohner, 50 Jahre später 512 und nach dem Zweiten Weltkrieg stieg die Einwohnerzahl aufgrund der Kriegsflüchtlinge auf 639 (29. Oktober 1946). Danach nahm die Bevölkerung stetig ab. Am 31. Dezember 1981 lebten nur noch 353 Menschen im Ort. In den Jahren 1994/95 wurde das Dorf am nördlichen Ortseingang um die Siedlung Am Weinberg wesentlich erweitert. Mit ihr stieg die Einwohnerzahl um mehr als ein Drittel; Ende 2021 lag die Zahl inklusive der Ortslage Breite bei 496.
| 1875 | 453 |  | 1939 | 436 |  | 1981 | 353 |  | 2000 | 529 |
| 1890 | 466 |  | 1946 | 639 |  | 1985 | 377 |  | 2005 | 503 |
| 1910 | 459 |  | 1950 | 591 |  | 1989 | 354 |  | 2010 | 490 |
| 1925 | 512 |  | 1964 | 408 |  | 1990 | 363 |  | 2015 | 472 |
| 1933 | 468 |  | 1971 | 384 |  | 1995 | 514 |  | 2020 | 496 |

## Verkehrsanbindung und Nachbargemeinden
Durch das Dorf führt die Landesstraße 73 (L 73), die von Michendorf über Luckenwalde bis nach Baruth/Mark verläuft. Die Buslinie 608 der regiobus Potsdam Mittelmark GmbH verbindet Stücken nach Norden mit der Hauptgemeinde Michendorf und der Landeshauptstadt Potsdam und nach Süden mit Dobbrikow in der Gemeinde Nuthe-Urstromtal im Landkreis Teltow-Fläming. Wochentags fährt der Bus nahezu stündlich zwischen 4 und 20 Uhr, am Wochenende viermal zwischen 9 und 17 Uhr. Mit der Buslinie 644 erfolgt an Schultagen der Schulbusverkehr nach Beelitz morgens und nachmittags.
Folgende Orte umgeben Stücken: im Westen der Beelitzer Ortsteil Schlunkendorf, im Nordwesten Kähnsdorf (ein Ortsteil der Gemeinde Seddiner See), im Norden der Michendorfer Ortsteil Fresdorf, im Nordosten der Nuthetaler Ortsteil Tremsdorf, im Osten der Trebbiner Ortsteil Blankensee und im Süden der Beelitzer Ortsteil Zauchwitz mit dem Gemeindeteil Körzin.

## Politik und Bildung

### Ortsteilvertretung
Seit der Eingemeindung nach Michendorf im Jahr 2003 ist Stücken ein Ortsteil der Gemeinde. Stücken wird gemäß Hauptsatzung durch den Ortsvorsteher und einen Ortsbeirat in der Gesamtgemeinde vertreten.
Aktueller Ortsvorsteher ist seit dem 19. Juni 2019 Udo Reich (Stückener Bürger). Zum Ortsbeirat gehören Jens Schreinicke (CDU) als stellvertretender Ortsvorsteher, sowie Denny Mattern (Die Grünen).

### Bildung
Die Kindertagesstätte „Storchennest“ für etwa 40 Kinder wurde im Sommer 2017 um einen Anbau erweitert. Zum Schulbezirk Michendorf gehörend, werden die meisten Stückener Kinder in der etwa fünf Kilometer entfernten Grundschule in Wildenbruch eingeschult. Als weiterführende Schulen werden in der Regel die Oberschulen in Beelitz und Wilhelmshorst oder die Gymnasien in Beelitz und Michendorf gewählt, die alle rund zehn bis zwölf Kilometer vom Ort entfernt liegen.

## Wirtschaft
Nach dem Zweiten Weltkrieg wurden in Stücken landwirtschaftliche Produktionsgenossenschaften (LPG) etabliert. 1953 schlossen sich vier bis fünf landwirtschaftliche Betriebe zur Produktionsgenossenschaft 8. Mai (LPG Typ I) zusammen. Das Land wurde gemeinschaftlich bewirtschaftet, das Vieh blieb privat. Ab 1955 wurde eine LPG Typ III gegründet, in der Feld- und Viehwirtschaft gemeinschaftlich betrieben wurden. In den 1960er-Jahren gab es zwei LPG vom Typ I mit je drei Betrieben und eine LPG vom Typ III. Nach einem kurzzeitigen Zusammenschluss der Produktionsgenossenschaften am 1. Januar 1971 erfolgte wieder eine Trennung der LPG in Feld- und Viehwirtschaft. In den Jahren danach arbeitete die Feldwirtschaft kostengünstig, die Viehwirtschaft war hingegen hoch verschuldet. Anfang 1973 wurden die Genossenschaftsmitglieder der Feldwirtschaft zur KAP Beelitz delegiert, später umbenannt in LPG Pflanzenproduktion Beelitz. Die Stückener Viehwirtschaft wurde mit den LPG aus Rieben und Zauchwitz zu einer LPG Tierproduktion vereinigt.
Nach der Wende wurde ein Teil der Stallanlagen der ehemaligen LPG abgerissen. Auf diesen Flächen entstand 1994 die Wohnsiedlung Am Weinberg. Die verbliebenen Ställe und Bergeräume nutzen ein Bauunternehmen und ein Baustoffhandel. Die Agrarflächen der Gemarkung werden von ortsansässigen Landwirten mit extensiver Land- und Viehwirtschaft bewirtschaftet.
Die Konsum-Verkaufsstelle in der Zauchwitzer Straße wurde Anfang der 1990er-Jahre geschlossen und in ein Wohnhaus umfunktioniert. Bäcker- und Fleischerwagen versorgen die Einwohner seither mit Grundnahrungsmitteln. Waren des täglichen Bedarfs werden in der Regel in den benachbarten Kleinzentren Michendorf, Beelitz oder Trebbin gekauft. Zwei Gaststätten bieten regionale Küche, unter anderem mit Wildspezialitäten, und stellen auch Pensionszimmer zur Verfügung. In einem Hofladen werden regionale Produkte verkauft.

## Kultur

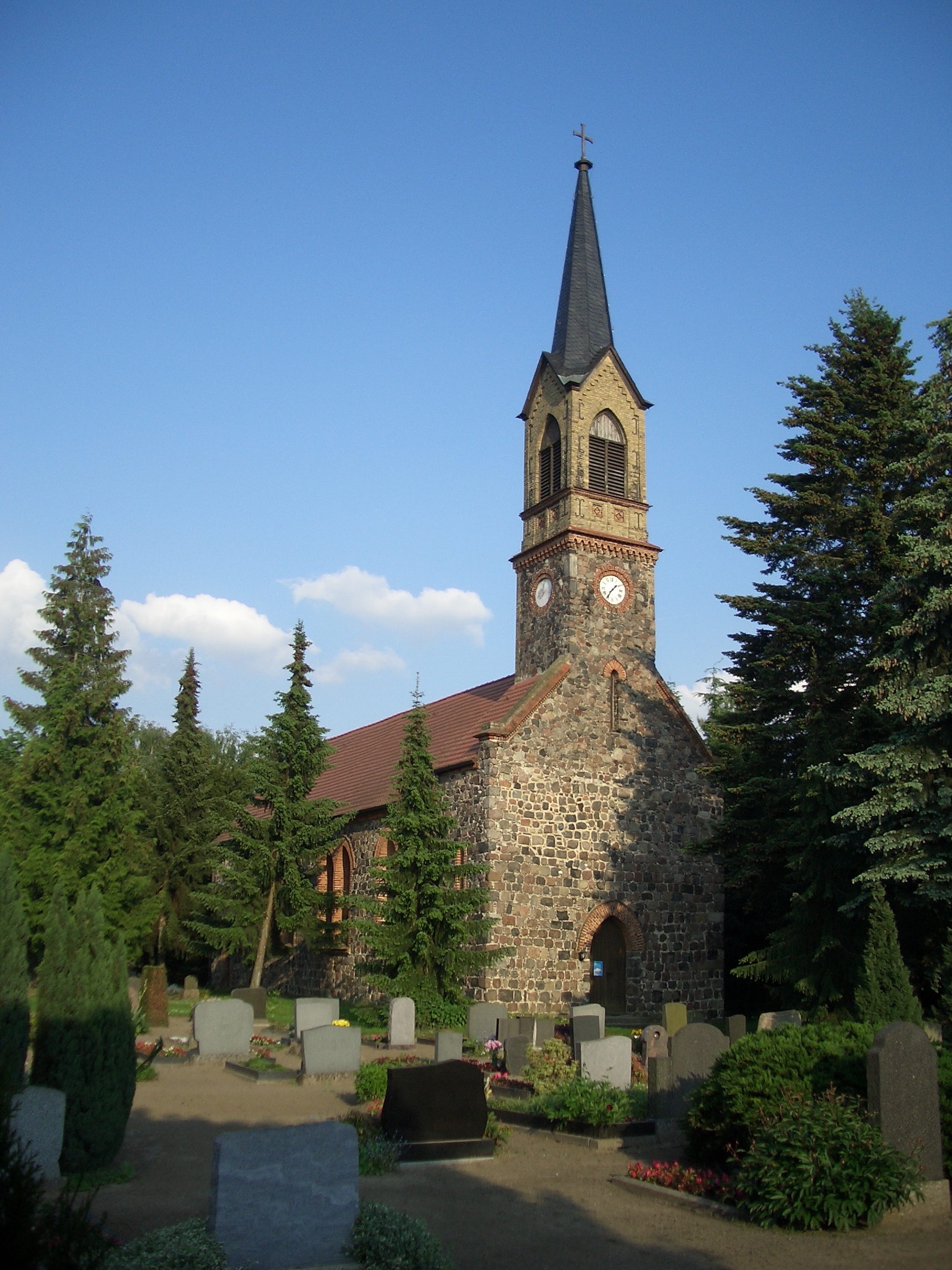
Dorfkirche Stücken mit dem charakteristischen Feldsteinmauerwerk

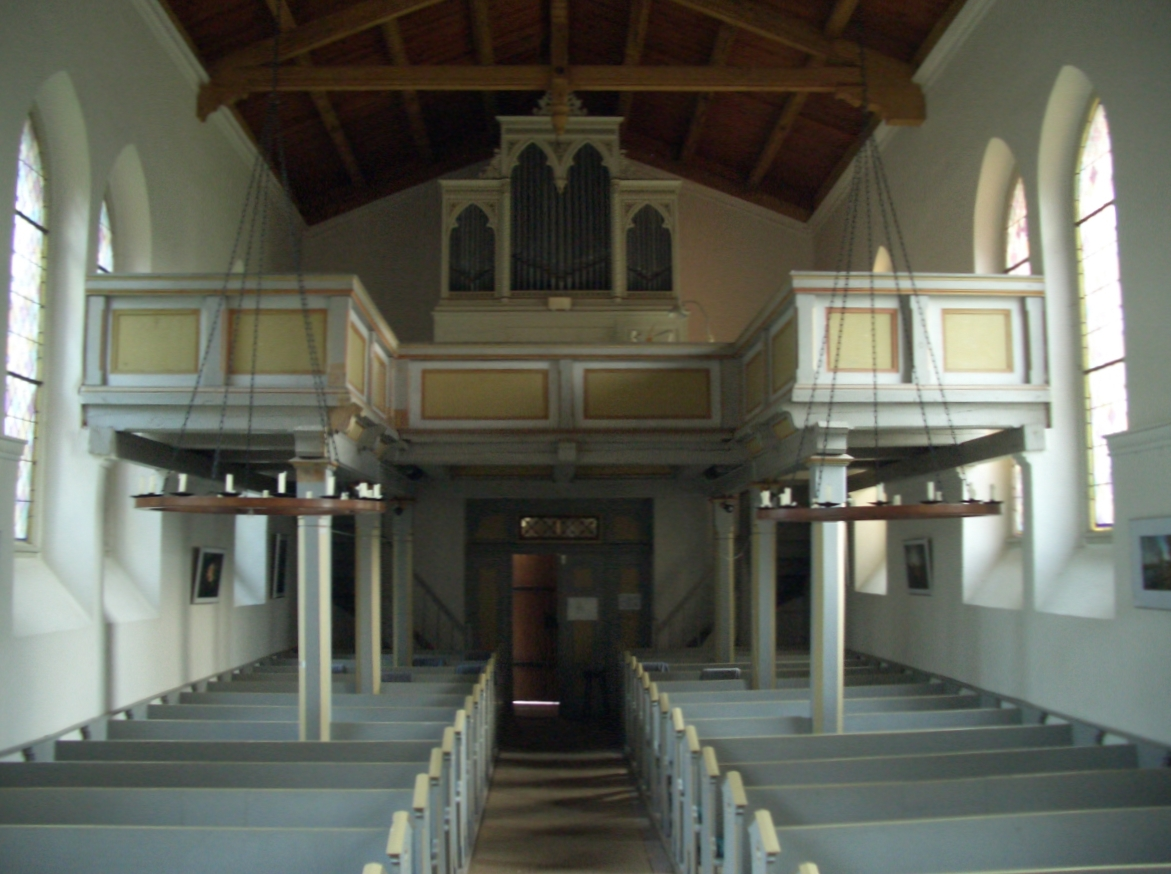
Empore der Dorfkirche mit Gesell-Orgel

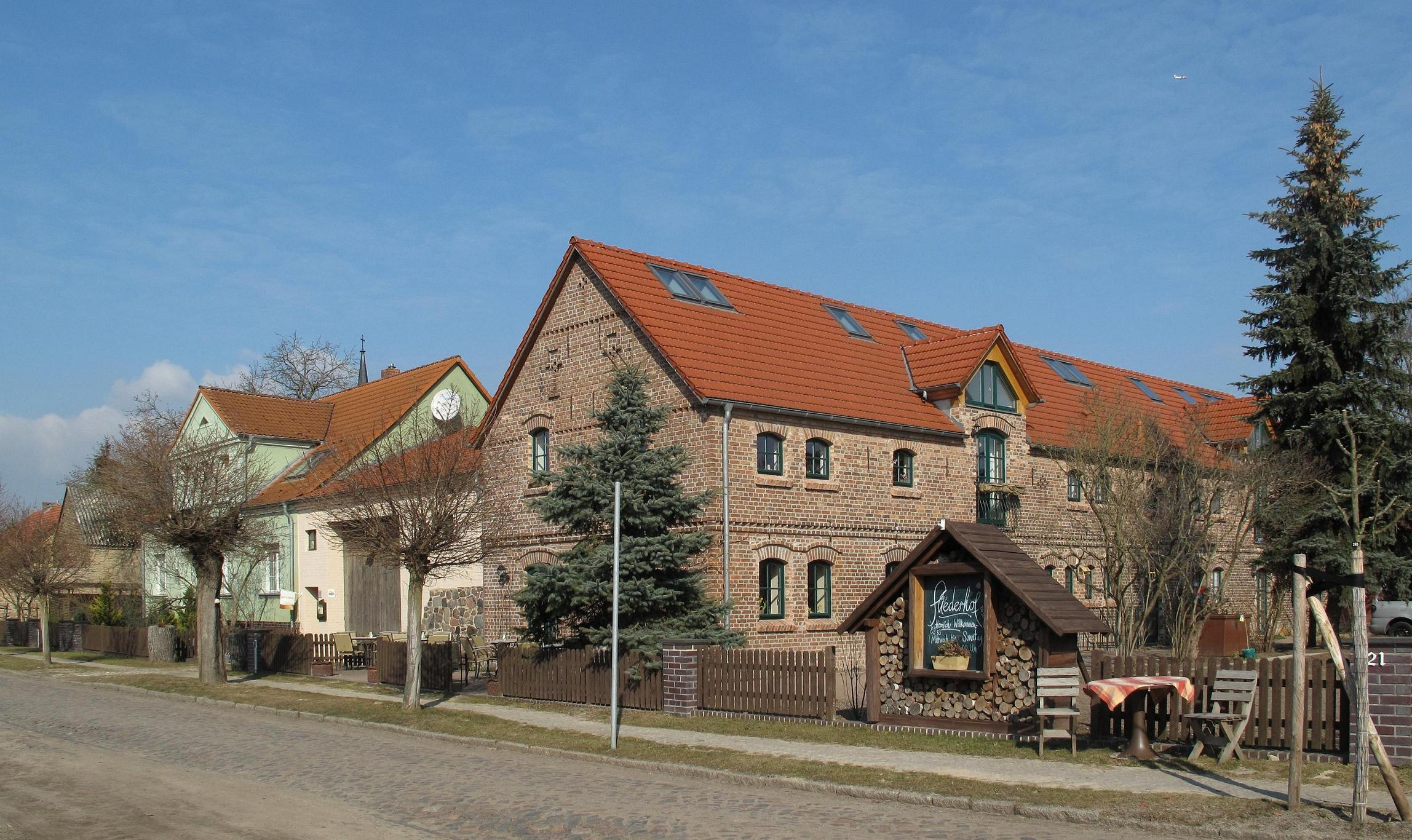
Pension und Restaurant „Fliederhof“

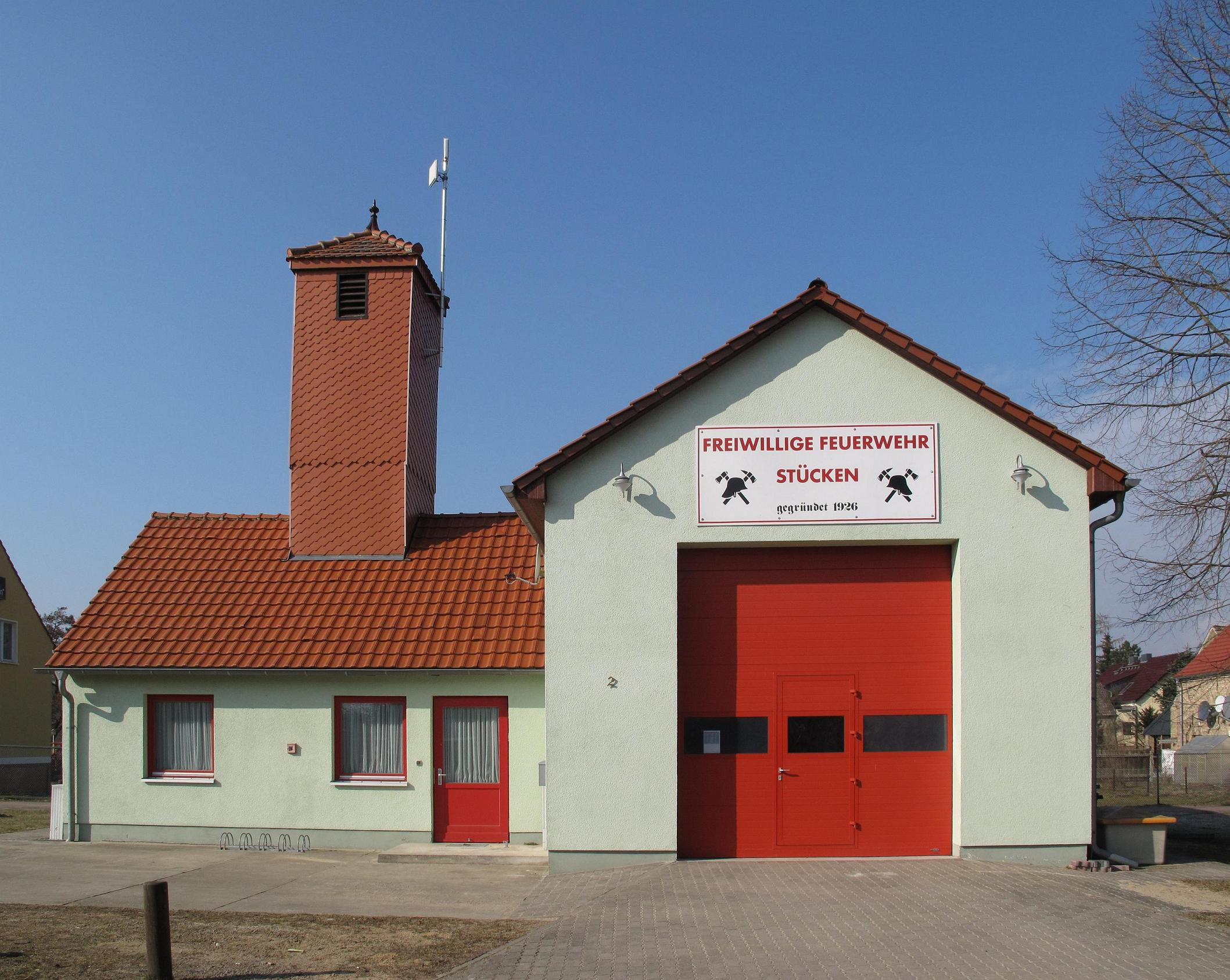
Das Gebäude der Freiwilligen Feuerwehr Stücken

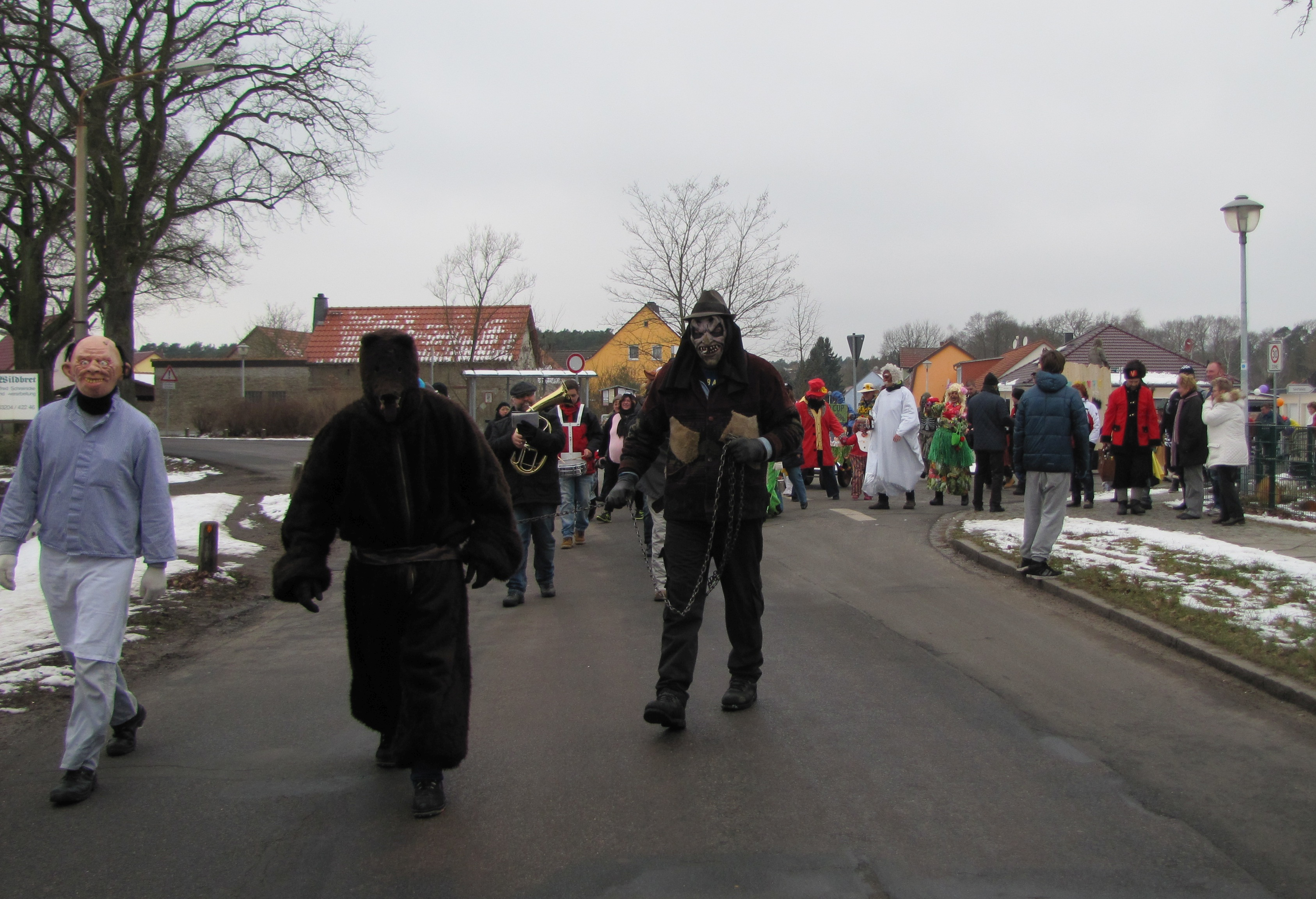
Fastnachtsumzug (Zempern), im Vordergrund „Bär“ und „Bärenführer“, Februar 2015

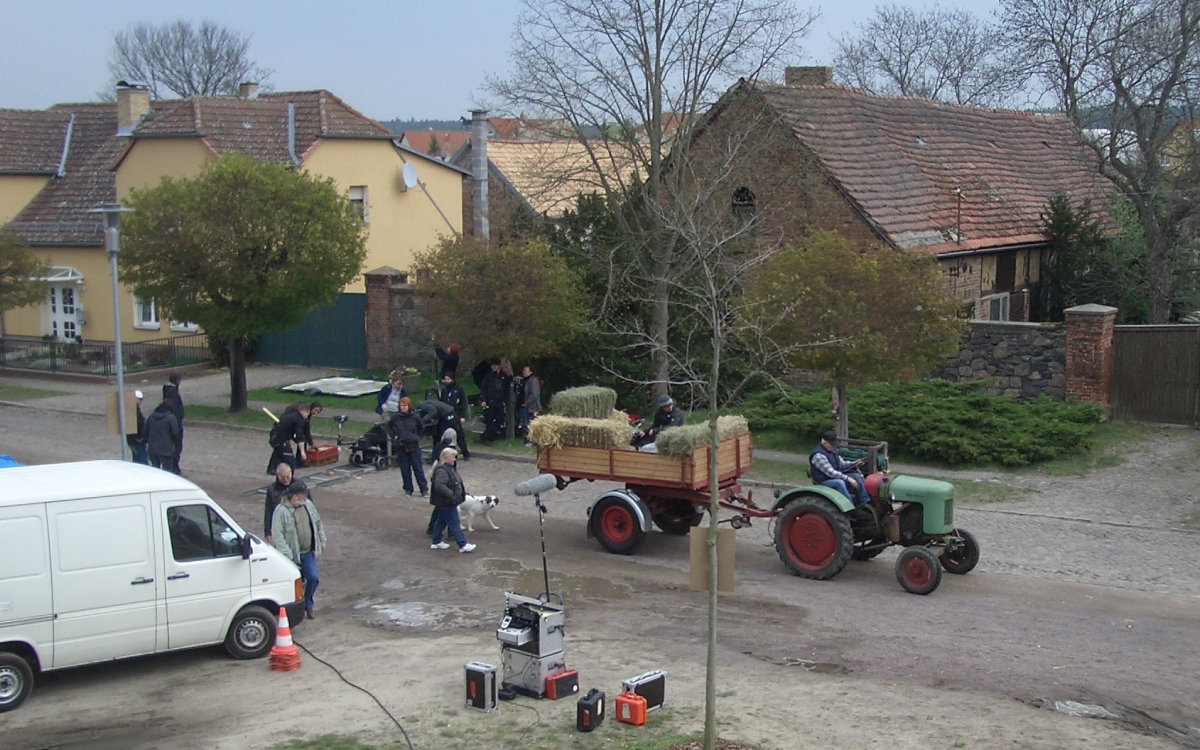
Dreharbeiten zu Doc meets Dorf, April 2012

### Dorfkirche
Die 1848 nach einem Brand vollständig zerstörte Dorfkirche Stücken wurde 1860 im neugotischen Stil unter Verwendung mittelalterlicher Mauerreste als Feldsteinkirche mit einem westlich angesetzten, oben eingerückten Turm wieder aufgebaut. Der quadratische, 28 Meter hohe Turm ist mit einem verschieferten achteckigen Spitzhelm bekrönt. Auf diesem befindet sich ein rund zwei Meter hohes Kreuz. Das Satteldach des Kirchenschiffs hat eine Doppeldeckung aus Biberschwanzziegeln.
Die mit neun Registern, zwei Manualen und Pedal ausgestattete Orgel wurde von Carl Ludwig Gesell gebaut und 1868, ein Jahr nach seinem Tod, vermutlich von dessen Sohn Carl Eduard Gesell in der Kirche installiert. Zusammen mit den beiden Glocken wurde die Orgel am 13. März 1926 geweiht.
In den letzten Tagen des Zweiten Weltkriegs wurde die Kirche schwer beschädigt. Da zuvor die Mittel fehlten, konnten die Kriegsschäden erst in den 1990er Jahren vollständig behoben werden. Das Kirchenschiff hat eine Holzdecke mit offener Balkenkonstruktion. Das Innere des schlichten Saalbaus wurde zwischen 1950 und 1956 umgestaltet und verfügt über eine halbrunde steinerne Kanzel, ein steinernes achteckiges Taufbecken und vier an Ketten hängende Rundleuchter aus Eichenholz mit jeweils 15 handgeschmiedeten Wachskerzenhaltern. Auf der hölzernen Empore befinden sich neben dem Spieltisch für die Orgel zusätzliche Sitzplätze für die Gläubigen. Das im Ostgiebel der Kirche enthaltene Bleiglasfenster der Berliner Künstlerin Katharina Peschel aus dem Jahr 1953 zeigt Maria mit dem Jesuskind. Das Geläut wird heute elektrisch betrieben.
Zwischen 1882 und 1886 versah der evangelische Theologe und spätere Generalsuperintendent der Kirchenprovinz Pommern, Johannes Büchsel, das Pfarramt in Stücken. Die Kirche gehört zum Kirchenkreis Mittelmark-Brandenburg (Sitz: Kloster Lehnin) im Sprengel Potsdam der Evangelischen Kirche Berlin-Brandenburg-schlesische Oberlausitz (EKBO). Im Kirchenkreis bildet Stücken einen gemeinsamen Pfarrbereich mit den Kirchengemeinden Blankensee, Fresdorf, Rieben, Stangenhagen und Zauchwitz (mit Körzin).

### Weitere denkmalgeschützte Gebäude
Denkmalgeschützt sind in Stücken neben der Feldsteinkirche das Pfarrhaus mit Scheune und Stall sowie in der Dorfstraße Nr. 20 ein Gehöft, bestehend aus Wohnhaus, drei Ställen, Scheune und Keller. 2009 wurde die 1886 erbaute Dorfschmiede, bestehend aus dem Hauptgebäude mit Schmiedewerkstatt und einem Wirtschaftsgebäude, in die Brandenburger Denkmalliste aufgenommen. Zu der Schmiede gehörte ursprünglich eine Stellmacherei. In dem Gebäude blieb die ursprüngliche Ausstattung mit Blasebalg, Amboss und – inzwischen rußgeschwärzten – Preußischen Kappen weitgehend erhalten. Seit 1987 betreibt der Schlossermeister Michael Soika die Werkstatt als Kunstschmiede und Metallbau-Firma. In Schmiedeseminaren und pädagogisch orientierten Kursen und Praktika für Kinder und Jugendliche werden zudem die handwerklichen Traditionen und Fertigkeiten vermittelt. Ergänzend bietet eine Töpfermeisterin in der Kunstschmiede Kurse in Haushaltskeramik an.

### Vereine
Der Heimatverein Stücken wurde im Oktober 1994 zur Pflege und Festigung alter Traditionen und Bräuche gegründet. Er schreibt die Ortschronik fort und veranstaltet den Fastnachtsumzug und den Kinderfasching im Februar, die Uschi-Party (eine 80er-Jahre-Party) im Mai, das Blasmusikfest (Anfang Juli), das Erntefest (Anfang Oktober)sowie das Weihnachtsbaumanblasen am 1. Advent. Zudem organisiert der Verein jährlich eine Frauentags- und eine Rentnerweihnachtsfeier und unterstützt die örtliche Kindertagesstätte bei den jährlichen Kindertagsfeiern.
Das überregional bekannte Blasorchester Stücken e. V. formierte sich 1965 als Jugendblasorchester unter der Leitung des ehemaligen Militärmusikers Kurt Baecker. Mehr als 100 Musiker lernten seither das Spielen von Instrumenten im Orchester, dem aktuell etwa 20 Musiker angehören. Zum 30. Jubiläum des Orchesters fand 1995 erstmals ein Blasmusikfest im ehemaligen Gutspark des Ortes statt. Zehn Jahre später wurde im Rahmen des fortan jährlich stattfindenden Festes die neu errichtete Naturbühne eingeweiht. Anfang Juli 2015 wurde mit einer abendlichen Tanzveranstaltung und einem Platzkonzert am darauf folgenden Sonntag unter Mitwirkung des Trompeters Walter Scholz, des Landespolizeiorchesters Brandenburg, des Musikkorps der Bergstadt Schneeberg sowie weiterer Orchester und eines Chores der 50. Geburtstag des Blasorchesters gefeiert.
1926 wurde die Freiwillige Feuerwehr des Ortes gegründet. Zum 80-jährigen Jubiläum wurde das erweiterte Feuerwehrhaus eingeweiht, das neben einem Versammlungs- und einem Aufenthaltsraum auch eine ausreichend große Fahrzeughalle für das Feuerwehrfahrzeug enthält. Am 4. September 2011 siegte die Stückener Männermannschaft beim nationalen Ausscheid der Freiwilligen Feuerwehren im Rahmen der 7. Weltmeisterschaft im Feuerwehrsport in Cottbus. Die Mannschaft setzte sich gegen 38 Teilnehmer beim „Löschangriff nass“ durch. Die Frauenmannschaft wurde im Wettbewerb der 20 Frauenteams dritte. Seit 2012 veranstaltet der Förderverein der Freiwilligen Feuerwehr am letzten Juni-Wochenende jeden Jahres den „Galgenbergpokal“, bei dem sich die Stückener Feuerwehr mit den Wettkampfteams der Feuerwehren aus den Nachbargemeinden und dem Landkreis im „Löschangriff nass“ misst.
Der 1965 gegründete Reitverein (später Pferdesport „Lützow“ Stücken e. V.) organisiert das mit zeitweisen Unterbrechungen jährlich stattfindende Pfingstreiten und die Fuchsjagd im Oktober. Beim Reitturnier wird unter anderem der traditionelle Wettstreit im „Hahnenschlagen“ durchgeführt. Dabei versuchen die Reiter im vollen Galopp einen stilisierten Holzhahn von einer hoch hängenden Gewindestange zu schlagen. Der Reiter, der den Hahn zum „Abfallen“ bringt, gewinnt den Wettstreit. Bei der Fuchsjagd versammeln sich zahlreiche Reiter auf dem Dorfplatz zu einem Ausritt in umliegende Wälder. Angeführt wird die Reiterschar von einem ausgewählten Reiter, der einen Fuchsschwanz am Revers trägt (der „Fuchs“). Während der Fuchsjagd müssen die Reiter verschiedene Springübungen meistern. Zum Abschluss wird die Jagd auf den „Fuchs“ eröffnet. Derjenige Reiter, der den Fuchsschwanz erobert, gewinnt den Wettbewerb und darf die Fuchsjagd im darauffolgenden Jahr anführen.
Der Fußballverein FC Blau-Weiß Stücken 1979 e. V., der heute in der 2. Kreisklasse Havelland Staffel C spielt, wurde 1977 gegründet und nahm mit der Einweihung des Sportplatzes 1979 den Spielbetrieb auf. Das Vereinsleben wird durch den 1986 gegründeten Anglerverein „Fritze Bollmann“ e. V. Stücken komplettiert.

### Brauchtum
Regional bekannt ist Stücken durch das jährlich stattfindende Open-Air-Blasmusikfest. Das ursprünglich vom Stückener Blasorchester initiierte und inzwischen weitgehend vom Heimatverein organisierte Fest findet am ersten Juli-Wochenende im Park des Ortes statt.
Zur Traditionspflege gehört das ursprünglich aus dem sorbischen Raum stammende Zempern, bei dem am ersten Februarsamstag zur Fastnacht vollmaskierte Einwohner und Gäste begleitet vom Blasorchester von Haus zu Haus durch den Ort ziehen. Angeführt wird der Zug von einem Mann im Bärenkostüm, der vor jedem Haus die Hausbesitzerin zu einem Tanz auffordert oder den Hausbesitzer zu einem Kräftemessen herausfordert. Dabei sammelt der Heimatverein vom Hausbesitzer eine kleine Geldspende ein, die für wohltätige Zwecke zur Verfügung gestellt wird. Nach dem Umzug findet das Demaskieren in der Veranstaltungshalle statt. Die Stückener Fastnacht findet ihr Ende in einer abendlichen Tanzveranstaltung, in deren Rahmen die besten Kostüme des Umzuges prämiert und der Bär „geschlachtet“ wird. In einer kurzen Aufführung wird „das Töten des Bäres“ vorgespielt. Eine unter dem Bärenkostüm verborgene Schweinsblase wird aufgestochen und das enthaltene „Blut“ (Rotwein) den Gästen zur Probe gegeben.
Vom 30. Juni bis zum 2. Juli 2017 wurde der 700. Jahrestag der Ersterwähnung Stückens im Ort gefeiert.

### Filmkulisse
Stücken diente für zahlreiche Filme und Fernsehserien als Filmkulisse. Im Herbst 1959 wurden Teile von Das hölzerne Kälbchen in Stücken und Schönhagen abgedreht. 1986/87 entstanden einige Szenen aus der DEFA-Produktion Vernehmung der Zeugen in Stücken. Zahlreiche Passagen der in den Jahren 1997 bis 2002 produzierten Kinderfernsehserien Spuk aus der Gruft, Spuk im Reich der Schatten und Spuk am Tor der Zeit mit den Schauspielern Walter Plathe, Nina Hoger und dem damals noch unbekannten Matthias Schweighöfer spielen vor der Kulisse der Kirche, des Friedhofes, des ehemaligen Gutsparkes und der Umgebung des Ortes. Für die ARD-Fernsehserie Die Stein aus dem Jahr 2008 diente ein Stückener Gehöft als Schauplatz für den fiktiven Reiterhof. 2012 wurden im Ort und im Gemeindeteil Breite Szenen für die RTL-Fernsehserie Doc meets Dorf gedreht. Im Bereich des Landhauses „Zu Stücken“ und des Feuerwehrhauses fanden im Juni 2017 Dreharbeiten für Lotte Jäger und die Tote im Dorf, den zweiten Teil der Krimireihe Lotte Jäger, statt. Seit 2017 ist Stücken regelmäßig Schauplatz der ZDF-Krimiserie SOKO Wismar. Im Juni 2018 fanden Dreharbeiten für die VOX-Serie Milk & Honey und die 1. Folge der 8. Staffel der ZDF-Krimiserie Letzte Spur Berlin statt. Zwei Jahre später war die Stückener Dorfstraße erstmals Schauplatz für die ZDF-Fernsehserie Blutige Anfänger.
Auch Bernhard Seegers Roman Märkische Chronik wurde nach dessen Drehbuch als 18-teilige Serie des DDR-Fernsehens an vielen Schauplätzen in und um Stücken aufgenommen und ab dem 9. Januar 1983 ausgestrahlt.

## Naturschutz und Landschaft

### Naturpark und Landschafts-Förderverein

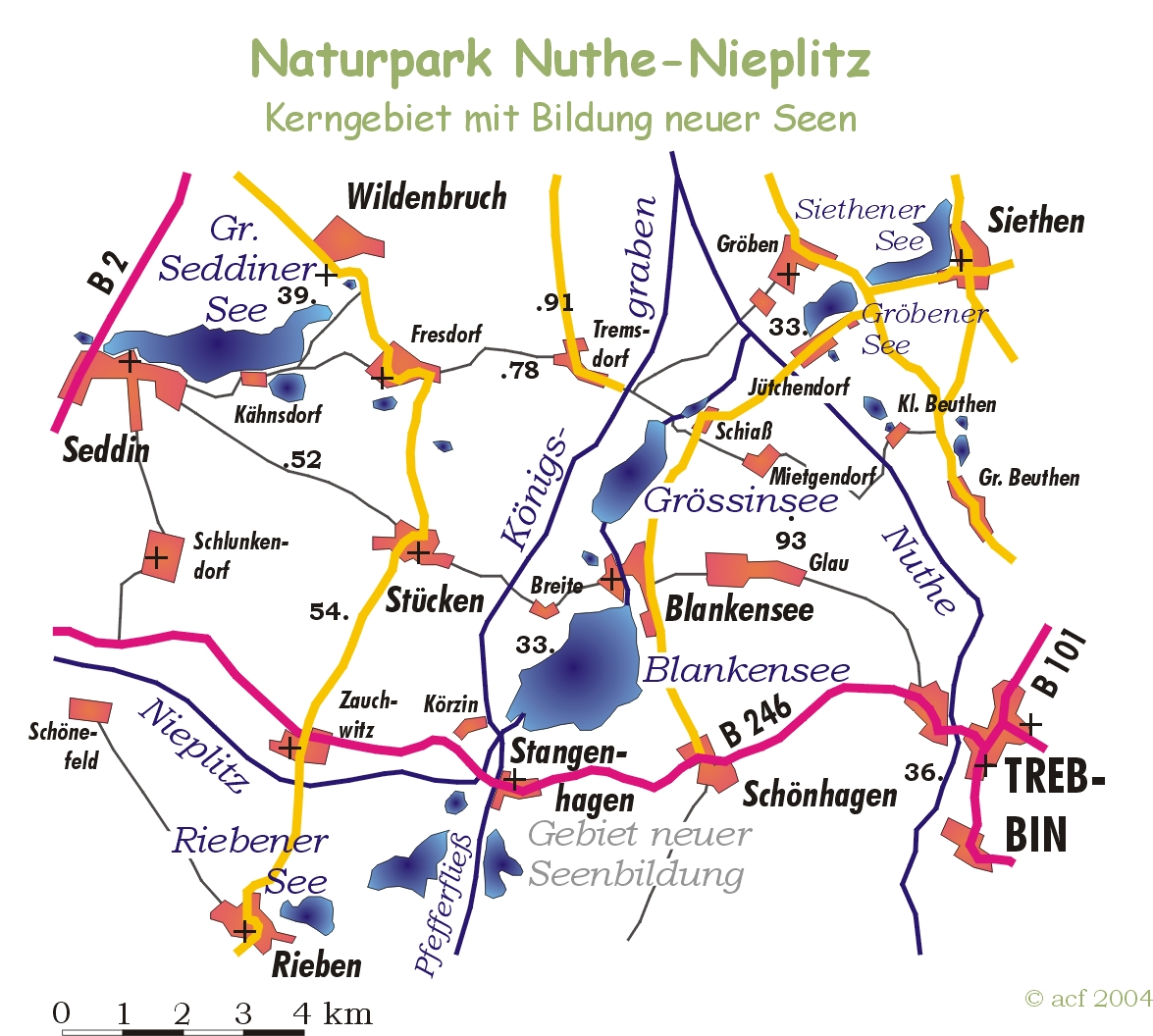
Stücken im Naturpark Nuthe-Nieplitz

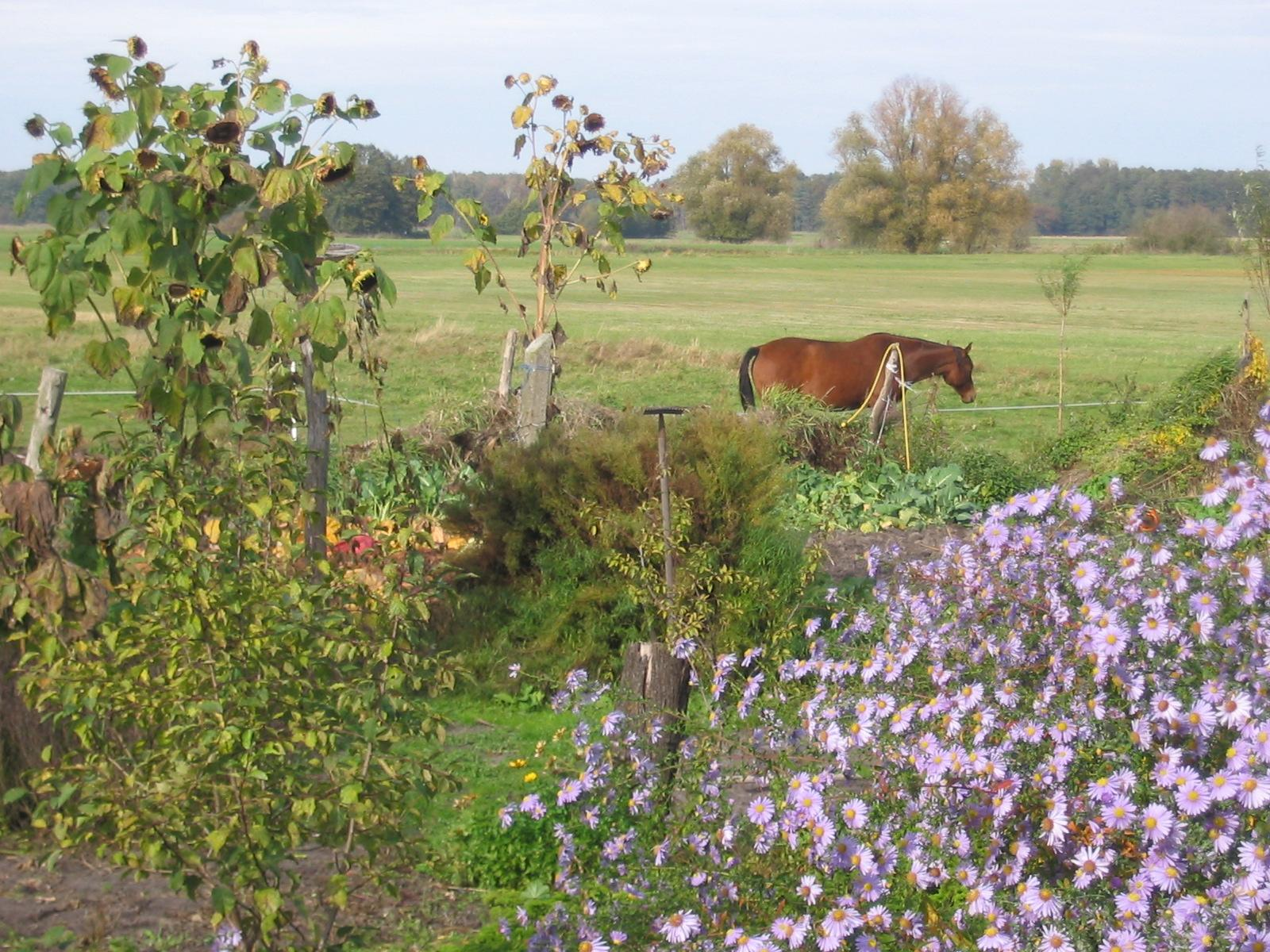
Niederungslandschaft zwischen Stücken und Breite

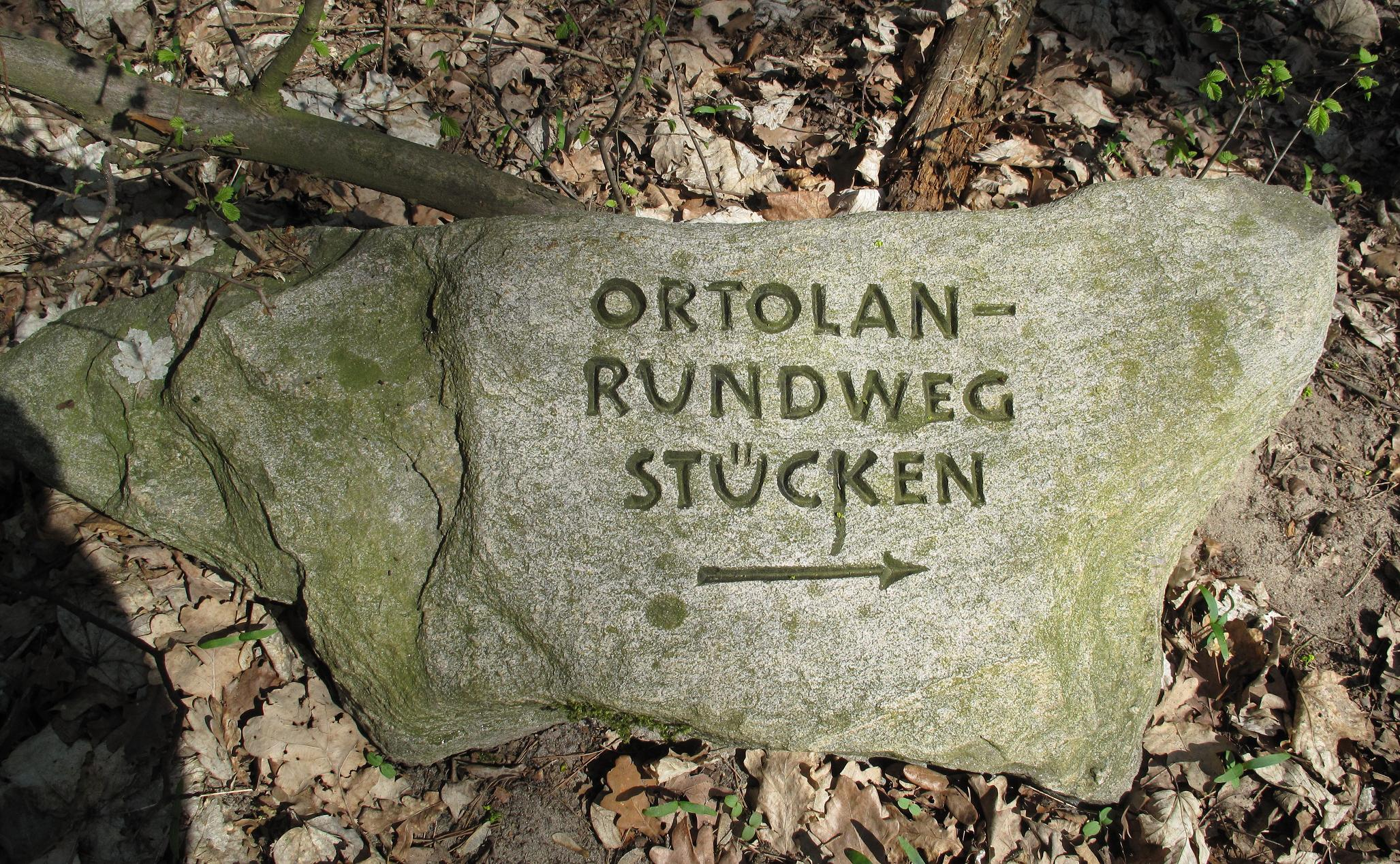
Ortolan-Rundweg

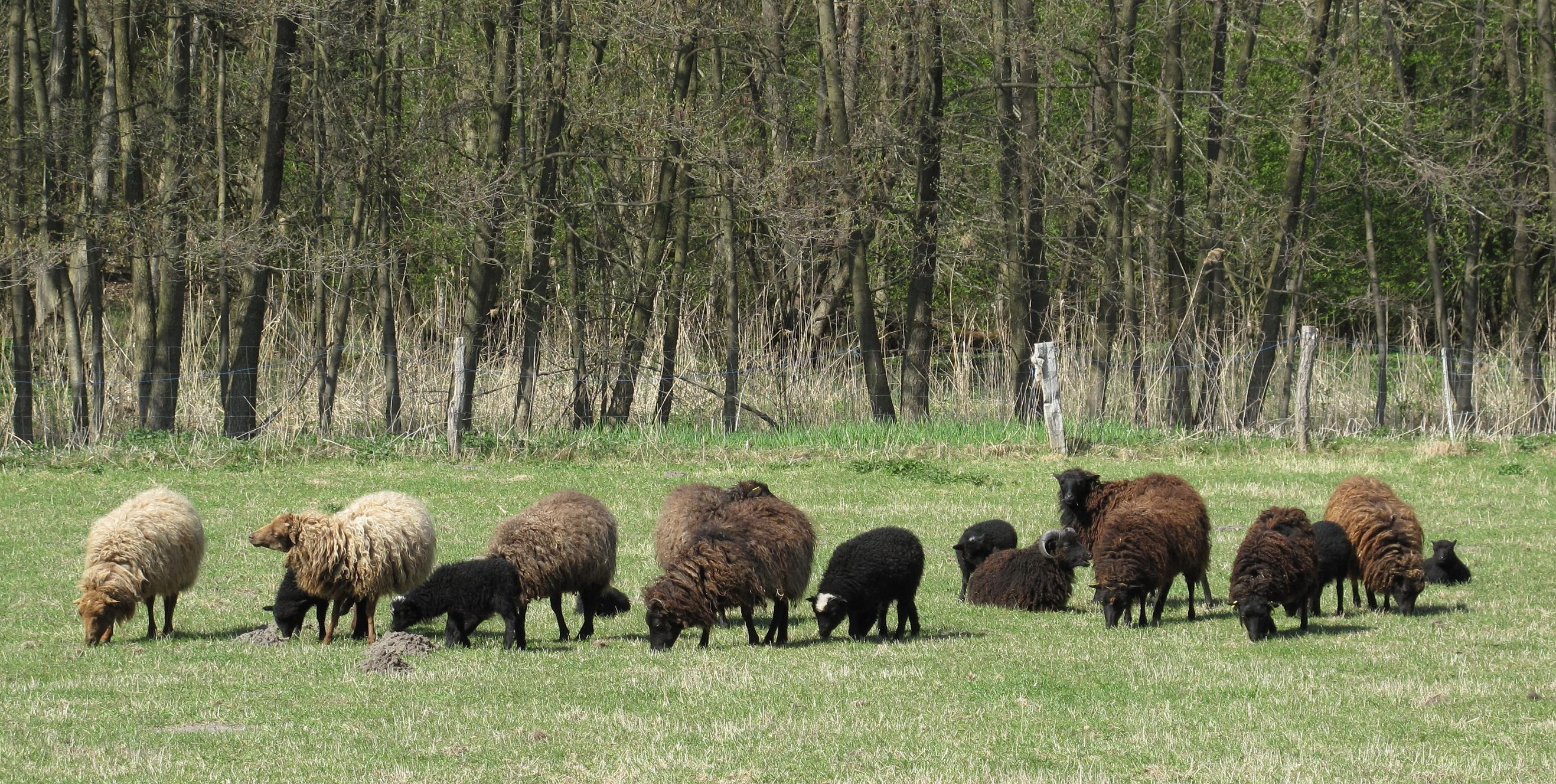
Skudden am Mühlenfließ/Ortolan-Rundweg

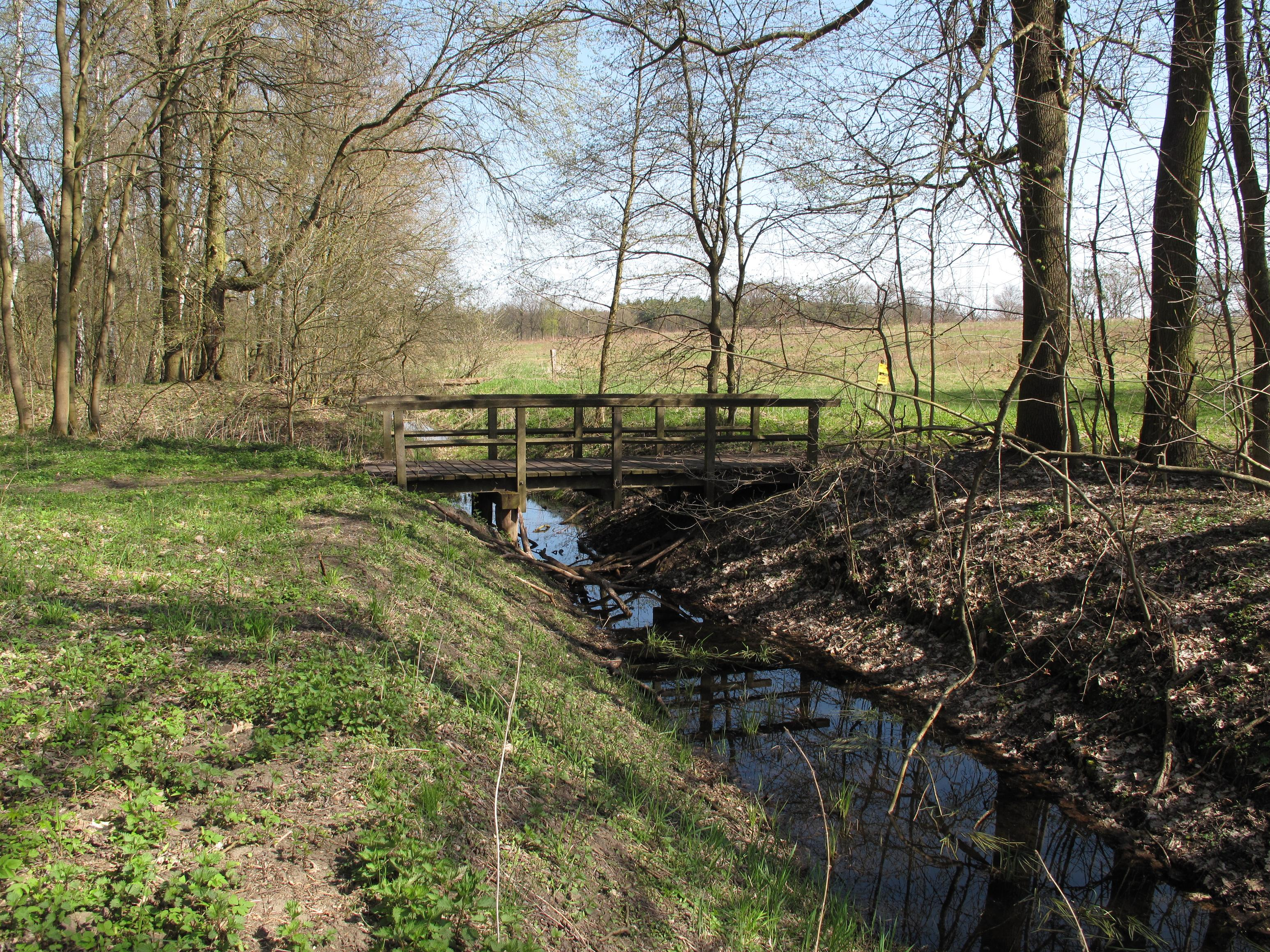
Brücke des Ortolan-Rundwegs über das Mühlenfließ

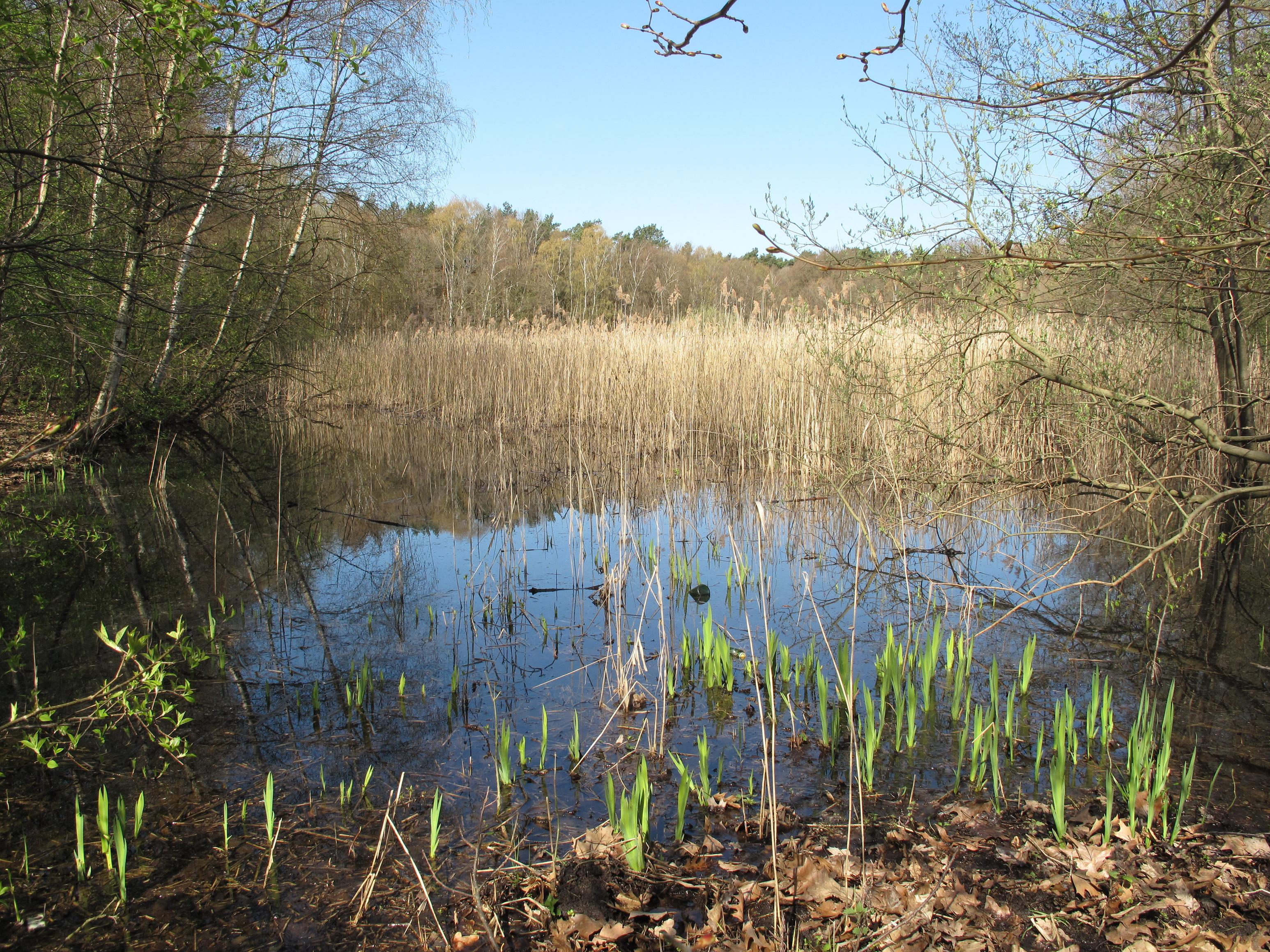
Bauernteich

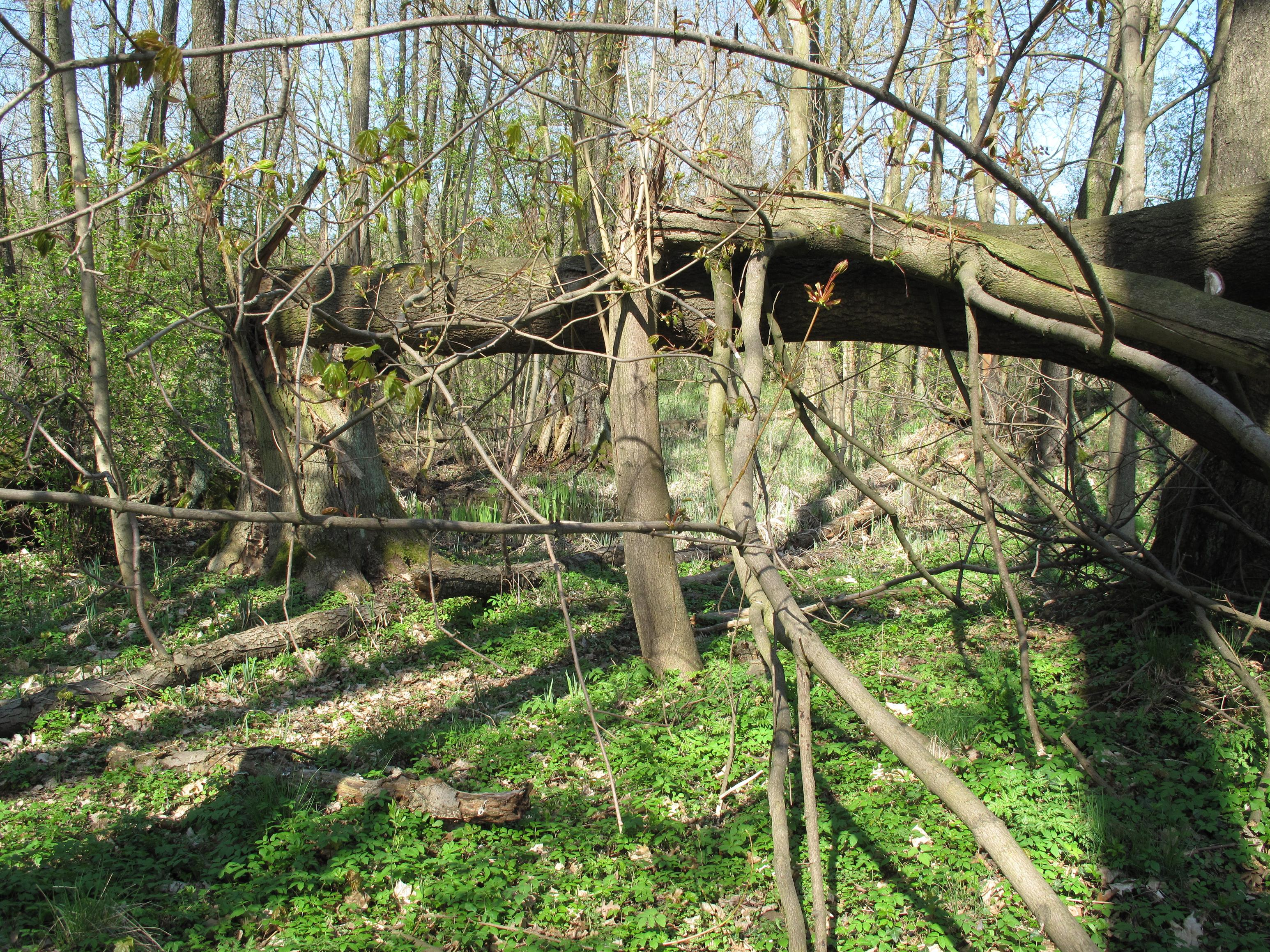
Bruchwald am Bauernteich/Mühlenfließ

Stücken liegt im Naturpark Nuthe-Nieplitz. Durch den Ort führt die 66-Seen-Regionalparkroute, ein Wanderweg rings um Berlin. Östlich des Ortes verläuft entlang des Saarmunder Endmoränenbogens der Europäische Fernwanderweg E10. Bis zu ihrem Umzug nach Dobbrikow im Jahr 2004 hatte die Naturparkverwaltung, gemeinsam mit dem Landschafts-Förderverein Nuthe-Nieplitz-Niederung e. V., ihren Sitz in Stücken. Der Landschafts-Förderverein blieb nach dem Auszug der Verwaltung in dem Gebäude ansässig. Das Naturschutzgebiet Nuthe-Nieplitz-Niederung am Oberlauf von Nuthe und Nieplitz bildet das Kerngebiet des Naturparks. Sein Landschaftsbild prägen kleinräumige Biotope, die für eine große Artenvielfalt sorgen. Feuchte Wiesen und Flachmoore, landwirtschaftlich genutzte Felder, Wälder und naturbelassene Stillgewässer mit ausgedehnten Schilfgürteln charakterisieren das Gebiet. Zwischen Stücken und Breite schiebt sich der Hohe Berg (63 m), südlicher Ausläufer des Saarmunder Endmoränenbogens, in die Niederung.
Zum Erhalt von Natur und Landschaft in der Nuthe-Nieplitz-Niederung übernimmt der Förderverein die Aufgabe, die naturnahen Flächen zu schützen und nach Möglichkeit zu verbessern. Zu diesen Maßnahmen gehören der Ankauf beziehungsweise die Pacht sowie Pflege von Flächen, die Pflege- und Entwicklungsplanung und die Biotopeinrichtung. Unter anderem mit finanzieller Förderung des Bundes kaufte der 1991 gegründete Verein rund 15.000 Hektar im Naturschutzgebiet an, dessen Fläche damit weitgehend in seinem Eigentum ist. In Kooperation mit Landwirten und Schafzüchtern werden die Flächen extensiv genutzt und einem naturverträglichen Tourismus zugeführt.

### Ortolan-Rundweg – Dialektgrenze des Singvogels
Der vom Landschaftsförderverein angelegte Ortolan-Rundwanderweg führt durch die eiszeitlich geprägte Landschaft vorbei am Bauernteich über den Grünen Steig zum Südausläufer des Saarmunder Endmoränenbogens auf den Hohen Berg. Am Rande eines Kiefernwaldes verläuft der Weg westlich des Zugvogelrastgebietes Ungeheuerwiesen weiter zum Weinberg, der bis 1680 mit Reben kultiviert wurde, und anschließend zurück in den Ort. Auf einer Dauerweide im Eck Grüner Steig/Mühlenfließ wird eine Skuddenherde gehalten. Die ostpreußische Skudde gehört zu den ältesten und kleinsten Hausschafrassen und steht auf der Roten Liste der bedrohten Nutztiere.
Der für den Rundweg namengebende Ortolan aus der Familie der Ammern wird in der Roten Liste Brandenburg als gefährdet eingestuft. Der Bestand des Zugvogels wurde in Brandenburg 2006 auf rund 2800 bis 3000 Paare geschätzt, davon entfielen 152 auf den Naturpark Nuthe-Nieplitz. Insbesondere die Waldränder, Hecken und extensiv genutzten Getreidefelder am Ortolan-Rundweg bilden ein bedeutsames Reproduktionsgebiet der Ammer und bieten dem durch fortschreitende Biotopzerstörung und Veränderung der Anbaumethoden bedrohten Vogel seinen bevorzugten Lebensraum trockenwarmer Standorte und offener Flächen mit vereinzelten Büschen zur Deckung. Bemerkenswert ist, dass sich am Feldweg zwischen dem Weinberg und Stücken zwei Dialektpopulationen des für seinen regionaltypischen Gesang bekannten Singvogels (ungefähr „zri-zri-zri-zri-djü-djü-djü“ oder „ridri-dri-dri-jööj“) mischen. Südlich des Wegs ist eher die Dialektpopulation des Flämings, nördlich die der Lausitz vertreten. Geübte Ornithologen sind in der Lage, die Herkunft beziehungsweise den Aufwuchsort eines Ortolans an seinem regionaltypischen Gesang zu erkennen.

### Mühlenfließ und Bauernteich
Der Ortolan-Rundweg verläuft zum Teil am Mühlenfließ, das den Ort von Nord nach Süd durchläuft. Das Fließ entwässerte bis in die 1930er-Jahre die Seddiner Seenkette sowie den Fresdorfer See und den Katzwinkel zum Königsgraben und damit zur Nuthe und Havel; nördlich der Brücke des Rundwegs laufen beide Quellarme des Mühlenfließes (Seddiner Seenkette/Fresdorfer See) zusammen. Vor allem aufgrund gesunkener Grundwasserstände führt der Bach nur noch selten Wasser. Die Stückener Wassermühle musste bereits in den 1920er-Jahren aufgegeben werden, da der verstärkte Brunnenbau, der infolge der Elektrifizierung der Region einsetzte, den Wasserstand der Seddiner Seen so deutlich abgesenkt hatte, dass das Mühlenfließ nicht mehr ausreichend mit Wasser versorgt wurde.
Damit verlandete auch der am Fließ aufgestaute Mühlenteich, der heutige Bauernteich. Seit seiner Austorfung 1984/85 bildet er wieder ein Kleingewässer. Allerdings schritt der Verlandungsprozess durch erneute Rückgänge der Grundwasserstände seit Beginn der 2000er-Jahre wieder voran. 2003 einsetzende Wasserüberleitungen aus dem Mühlenfließ konnten den Prozess wiederum verlangsamen. Der Bauernteich umfasst rund einen Hektar und hat eine maximale Tiefe von 0,5 Metern, im Mittel von 0,3 Metern. Den im Trophiesystem 2008 als eutroph eingestuften Flachsee umgibt ein breiter Röhrichtgürtel. Er bietet einen Lebensraum für Libellen wie die in Brandenburg gefährdete Kleine Binsenjungfer, Glänzende Binsenjungfer und Keilfleck-Mosaikjungfer (beide auf der Vorwarnstufe), für Amphibien oder Heuschrecken wie Sumpfschrecke (Vorwarnstufe) oder Kurzflüglige Schwertschrecke und weitere Tier- und Pflanzenarten. Das ehemalige Sumpfgebiet um den Bauernteich ist von Erlenbrüchen durchsetzt und bildet die Südspitze des ältesten Naturschutzgebietes in der Nuthe-Nieplitz-Niederung.

### Fresdorfer See, Katzwinkel und Poschfenn
Nach Norden setzt sich das Naturschutzgebiet zum Katzwinkel und ehemaligen Fresdorfer See fort. Der Fresdorfer See lag dicht am namengebenden Dorfkern Fresdorfs, gehörte aber zur Stückener Gemarkung. Er war ein eutropher bis polytropher Flachsee mit einer maximalen Tiefe von einem Meter und einer mittleren Tiefe von 60 Zentimetern. Er umfasste 7 Hektar und war umgeben von Erlenbrüchen und breiten Verlandungszonen mit einem schmalen Röhrichtstreifen, vor allem aus Schilfrohr. Heute ist der See, als Folge des menschengemachten Klimawandels, ausgetrocknet. Der südlich im Verlauf des Mühlenfließes folgende Katzwinkel ist ein 9 Hektar großer Moorsee, der Ende der 1980er-Jahre durch Austorfung entstand. Die mittlere Tiefe dieses Flachsees liegt bei rund einem Meter. Sein Huminstoffgehalt führt zu einer leicht braunen Eigenfärbung des Wassers. Der Röhrichtgürtel ist nur schwach ausgeprägt. Der Moorsee verfügt über mehrere kleine Inseln, die bei seiner Austorfung als Brutinseln für Wasservögel gezielt angelegt wurden. Insbesondere Graugänse und Höckerschwäne nutzen den Katzwinkel als Brutgebiet, Graugänse auch als Schlafplatz.
Rund 500 Meter östlich des Katzwinkels, jenseits der Landstraße 73, befindet sich das Poschfenn. Sein nördlicher Teil gehört zu Fresdorf, der südliche zu Stücken – die Ortsteilgrenze führt quer durch das langgestreckte Gewässer. Der eutrophe See umfasst 6 Hektar und hat eine maximale Tiefe von einem Meter und eine mittlere Tiefe von 70 Zentimetern. Es besitzt einen teilweise breiten Röhrichtstreifen und eine gut entwickelte Submersvegetation mit Hornblatt und Tausendblatt. Sein Südufer ist steilscharig und bewaldet. Es ist Brutgebiet für Zwergtaucher, verschiedene Entenarten sowie Brutgebiet und Schlafplatz für Graugänse. Auf trockenen Ruderalstellen am Poschfenn ergaben floristische Kartierungen den Nachweis der Arten Taraxacum hamatiforme und Taraxacum marchicum nom. provisorium aus der Löwenzahngattung.

## Persönlichkeiten
Mit dem Ort Stücken ist das Leben folgender Persönlichkeiten verbunden:
- Christoph Friedrich von Thümen (* 1683; † 1744), preußischer Generalmajor, in Stücken gebürtig
- August von Thümen (* 1757; † 1826), war preußischer Generalleutnant und Flügeladjutant des preußischen Königs Friedrich Wilhelm III., in Stücken gebürtig
- Johannes Büchsel (* 1849; † 1920), evangelischer Theologe und Generalsuperintendent der Kirchenprovinz Pommern der Kirche der Altpreußischen Union, Pastor der Gemeinde Stücken von 1882 bis 1886
- Friedrich Büchsel (* 1883; † 1945), am 2. Juli 1883 als Sohn von Johannes Büchsel in Stücken geboren, später Professor der Theologie in Rostock und Greifswald
- Käte Krakow (* 1918; † 2001), Bildhauerin, Holzschneiderin, Plastikerin und Portraitier
- Bernhard Seeger (* 1927; † 1999), 1946 Neulehrer in Stücken, später Schriftsteller, von 1969 bis Ende der 1980er-Jahre wohnhaft in Stücken
- Cristina Perincioli (* 1946 in Bern) ist eine Regisseurin, Autorin und Medienproduzentin. Die Schweizerin lebt und arbeitet seit 1968 in Berlin, seit 2003 in Stücken
- Cäcilia Rentmeister (* 1948 in Berlin), Kulturwissenschaftlerin, Geschlechterforscherin und Professorin i. R. Sie lebt seit 2003 in Stücken.
- Leon Schaffran (* 1998 in Berlin), Fußballtorwart, aufgewachsen in Stücken